# Lorax - Il guardiano della foresta
Lorax - Il guardiano della foresta (The Lorax, noto anche come Dr. Seuss' The Lorax) è un film in 3D del 2012 diretto da Chris Renaud e Kyle Balda, con un cast vocale interpretato da Zac Efron, Taylor Swift, Danny DeVito, Betty White, Ed Helms. Nella versione italiana hanno partecipato lo stesso DeVito (il quale doppia anche in versione russa, spagnola e giapponese) e il cantante Marco Mengoni.
Il film è l'adattamento del libro per bambini Il Lorax scritto dal Dr. Seuss, autore di storie di successo come Il Grinch, Il gatto col cappello e Ortone e i piccoli Chi!, ed è prodotto dalla Illumination Entertainment di Chris Meledandri. È il secondo film basato sul medesimo libro, dopo lo special televisivo d'animazione The Lorax uscito  nel 1972.

## Trama
Ted è un ragazzo di 12 anni nato e cresciuto in una cittadina, Thneedville, completamente artificiale: gli alberi funzionano a batterie, il suolo è di plastica, tutto è automatizzato e non si distingue tra estate e inverno. La fa da padrone il perfido Aloysius O'Hare, che si è arricchito vendendo aria alla gente (dal momento che non esistono più alberi veri in grado di produrla, l'aria della cittadina è inquinata). Un giorno il giovane Ted, viene a sapere da Audrey, la ragazza dei suoi sogni, che se un ragazzo le avesse portato un albero vero e vivo, lei lo avrebbe sposato senza pensarci due volte, a quel punto Ted decide di andare fuori dalla città per cercarne uno, ma l'impresa non sarà affatto facile: non solo verrà ostacolato da O'Hare, ma pare che l'unico a sapere che fine abbiano fatto gli alberi sia Once-ler, un anziano che vive fuori dalla città, praticamente nel bel mezzo del nulla. Ted si avventura nella landa desolata e trova il vecchio, che gli racconta di come da giovane abbia distrutto la Valle di Truffula e soprattutto di come abbia incontrato Lorax, il guardiano della foresta.
In un lungo flashback vediamo il giovane Once-ler che se ne va di casa alla ricerca del materiale perfetto per fabbricare la sua invenzione: il thneed, un prodotto sorprendente che può sostituirne mille. Una volta giunto nella valle Once-ler trova gli alberi di Truffula e ne abbatte uno per trasformare quella soffice chioma in thneed. Il suo atto sconsiderato attira però le ire del Lorax, una buffa creatura baffuta che parla in nome degli alberi, e che intima al ragazzo di andarsene e lasciare in pace la natura se non vuole essere maledetto per tutta la vita. Once-ler ignora l'avvertimento ma alla fine, dopo essere quasi stato gettato da una cascata dalle creature del bosco, promette di fabbricare Thneed senza abbattere alcun albero. In realtà le cose gli sfuggono di mano: la sua invenzione ha veramente successo e Once-ler, spinto dagli avidi parenti, infrange la promessa fatta a Lorax e inizia ad abbattere tutte le Truffule per ampliare la sua impresa. Quando alla fine l'ultima Truffula viene abbattuta Once-ler si rende veramente conto del male che ha causato: inquinando la valle, ha distrutto gli alberi e costretto le creature del bosco ad andarsene e così non gli è rimasto più niente. Abbandonato dalla famiglia e dal successo, il ragazzo chiude la fabbrica e osserva impotente Lorax che vola via. Il guardiano della foresta gli ha però lasciato una frase su cui riflettere, ed è quello che Once-ler farà per tutti gli anni a venire, isolandosi da tutto e tutti a pentirsi di quello che ha fatto: "A meno che".
Con l'arrivo di Ted, Once-ler capisce finalmente il senso della frase: "a meno che qualcuno non ci tenga molto, niente andrà meglio o sarà risolto". Dà così al ragazzo l'ultimo seme di Truffula, affinché venga piantato in mezzo alla città e faccia capire a tutti l'importanza della natura. Ted si unisce a Audrey e a nonna Norma per portare a termine la sua missione, sfidando lo stesso O'Hare che tenta in tutti i modi di salvare il proprio business e distruggere il seme. Alla fine Ted pianta la Truffula e riesce a risvegliare negli abitanti di Thneedville l'interesse e l'amore per gli alberi, mentre O'Hare viene cacciato via.
Nell'ultima scena Lorax torna a far visita a Once-ler: adesso il vecchio, pentito di ciò che ha fatto, sta facendo crescere nuove Truffule nella valle, e il guardiano si congratula con lui per aver fatto la scelta giusta.

## Personaggi
- Lorax: È il protagonista del film, ed è il guardiano della foresta. È una creatura altruista e coraggiosa. Ama gli alberi e odia chi tenta di abbatterli. Dopo l'arrivo di Once-ler, tenterà in ogni modo di impedirgli di abbattere gli alberi. Dopo il disastro del disboscamento provocato da Once-ler e la sua famiglia, se ne volerà via, portando con sé gli animali della foresta per trovare un luogo migliore per vivere. Lascerà, tuttavia, la scritta “a meno che” incisa su un cumulo di mattoni, che sta a indicare: a meno che uno come te non ci tenga molto, niente andrà meglio o sarà risolto. Infatti a fine film Lorax tornerà e perdonerà Once-ler, ormai invecchiato, proprio perché ha seguito l’esempio di quella frase.
- Ted Wiggins: È il co-protagonista del film. È un ragazzo timido e coraggioso. Da sempre innamorato della bella Audrey, che lo vede solo come un amico, tenta in ogni modo di conquistarla. Quando capirà che lei ama gli alberi, tenterà in ogni modo di trovarne uno per poterla conquistare.
- Once-ler: È un ragazzo solitario e coraggioso, appassionato di chitarra elettrica e un ottimo cantante. Fin dall'inizio tenta di diventare ricco e famoso per essere amato e rispettato dalla sua famiglia, in particolare da sua madre. Sebbene quest'ultima lo derida, lui le vuole molto bene. Tenterà di abbattere gli alberi per creare un tessuto di sua invenzione, il Thneed, ma verrà ostacolato da Lorax. Dopo aver abbattuto tutti gli alberi della foresta ed aver costruito una fabbrica grazie all’aiuto della sua famiglia, vedrà andare via Lorax e tutti gli animali. Se ne pentirà e proverà un vuoto per tutta la vita, e da anziano racconterà a Ted la storia degli alberi, e grazie al suo aiuto, farà ragionare gli abitanti di Thneedville e far loro piantare i semi di Truffula. Alla fine del film si vede Once-ler che annaffia gli alberelli di Truffula, venendo perdonato da Lorax e guardando un nuovo orizzonte, ricco di vita e natura.
- Audrey: È la ragazza di cui è innamorato Ted. È una ragazza molto dolce, socievole e gentile. Fin dall'inizio mostra di provare un certo affetto per Ted, ma se lo ama o no non viene chiarito. Il suo unico sogno è vedere un albero vero, dal momento che a Thneedville non ne esistono più.
- Aloysius O'Hare: È il principale antagonista del film. È un uomo basso, cinico, egoista, avido, corrotto, disonesto, prepotente, spietato e crudele. Odia gli alberi e adora il denaro e il potere. Essendo il sindaco di Thneedville, è convinto di poter comandare su tutti. Si guadagna da vivere vendendo agli abitanti aria pulita, dal momento che, per colpa delle sue macchine, l'aria normalmente è irrespirabile. Tenterà in tutti i modi di impedire a Ted di far tornare alla gente l'amore per gli alberi.
- Norma: È la nonna di Ted. È una dolce donna solo apparentemente maldestra e svampita. Vuole molto bene a suo nipote, gli dà sempre ottimi consigli e cerca sempre di aiutarlo. Sarà lei a raccontare a Ted di Once-ler e a convincerlo ad andare da lui.
- Signora Wiggins: È la madre di Ted. È una donna spensierata e nevrotica. Vuole molto bene a suo figlio, ma non riesce mai a dimostrarglielo. Quando Ted cercherà di far tornare alla gente l'amore per gli alberi, però, si schiererà con lui.
- Ray: È un signore calvo e baffuto che lavora per O’Hare. Gli piace molto il suo lavoro, che sarebbe quello di vendere bottiglie di aria pura ai cittadini, ma alla fine sarà il primo a ribellarsi. Fin dall’inizio del film dimostrerà di avere una mania da protagonismo e un’ottima dote da cantante.
- Morty e McGurk: Sono le spie e guardie del corpo del Signor O’Hare. Grandi, grossi, muscolosi ed apparentemente cattivi, seguiranno O’Hare e prenderanno ordini da quest’ultimo. Non parleranno mai per tutta la durata del film. Tuttavia, saranno proprio loro a sconfiggere O’Hare facendolo volare via dalla città alla fine del film.

## Produzione
Danny DeVito ha prestato la sua voce non solo nell'edizione inglese del film ma anche in quella tedesca, italiana, russa e in quelle spagnole (castigliano per la Spagna e spagnolo latino-americano per i Paesi dell'America Latina).

## Promozione
Il primo trailer del film è stato pubblicato il 9 novembre 2011. Uno spot del film è stato invece trasmesso sfruttando l'enorme vetrina del Super Bowl, seguitissimo da tutte le famiglie americane, il 5 febbraio 2012.

## Musiche
- Let It Grow (Celebrate The World), Ester Dean and chorus
- Thneedville, Fletcher Sheridan
- This Is The Place, Ed Helms
- Everybody Needs A Thneed, Ed Helms
- How Bad Can I Be?, Ed Helms (in italiano cantata da Marco Mengoni)
- Let It Grow, Fletcher Sheridan
- Let It Grow Gospel Ending, Jenny Slate
- Thneedville (Original Demo), Fletcher Sheridan
- The Once-ler's Traveling Madness, Ed Helms
- I Love Nature, Randy Crenshaw
- You Need A Thneed, Keith Slettedahl
- Nobody Needs A Thneed, Fletcher Sheridan
- Biggering, Gabriel Mann

## Distribuzione
Il film è stato distribuito nelle sale americane il 2 marzo 2012, in Italia è stato distribuito il 1º giugno dello stesso anno.

## Accoglienza

### Incassi
Il film è stato un successo commerciale, incassando negli Stati Uniti 214 milioni e globalmente 348 milioni contro un budget di 70. In Italia il film ha incassato 1,9 milioni.

### Critica
Il film ha ottenuto recensioni miste da parte della critica; sul sito Rotten Tomatoes il film riporta il 54% delle recensioni positive sulla base di 157 recensioni, il consenso critico cita «Lorax - Il guardiano della foresta è abbastanza carino e divertente, ma la semplicità morale del libro si perde con i bizzarri valori della produzione hollywoodiana.»